# Estavannens

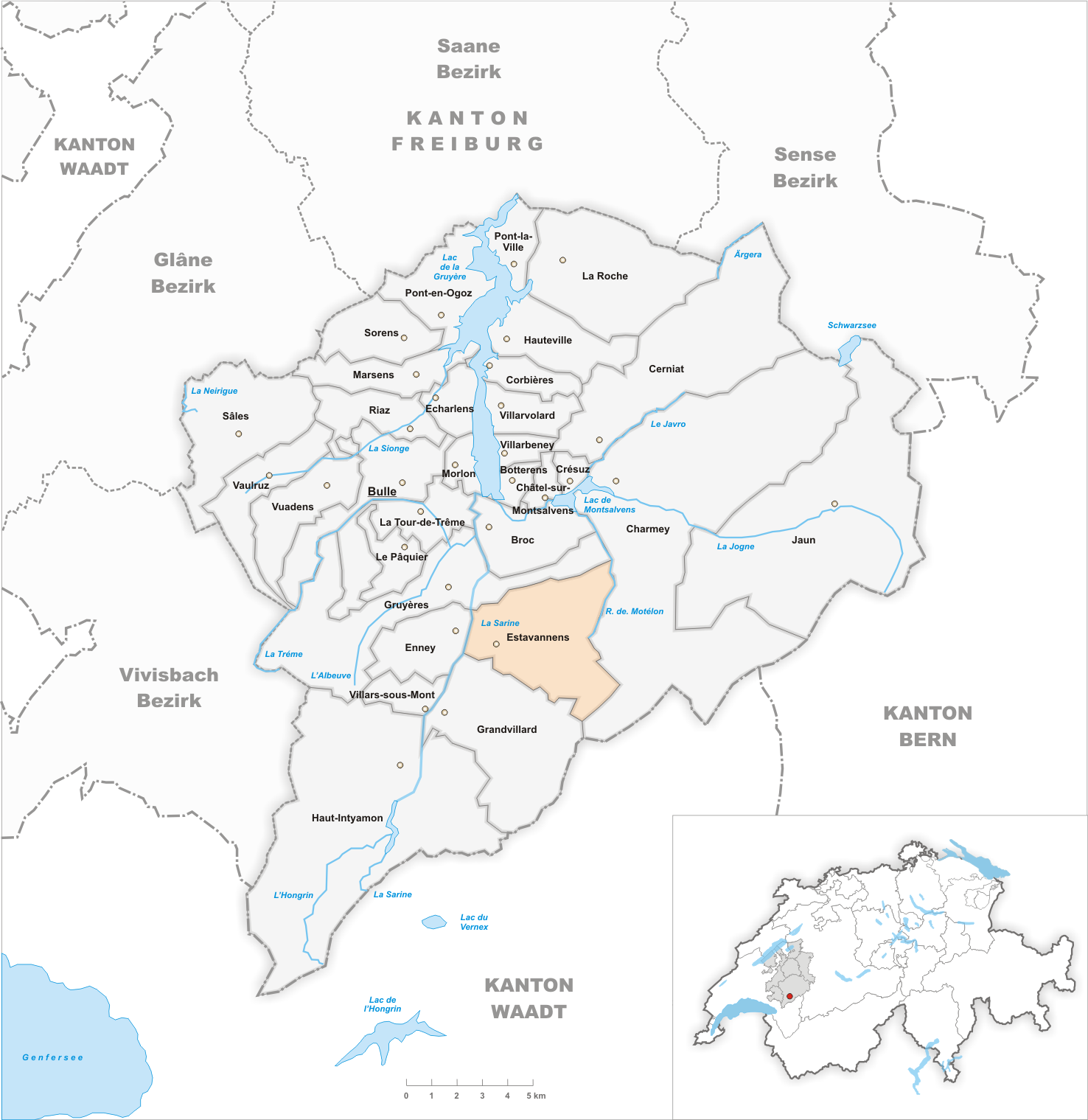
Gemeindestand vor der Fusion am 1. Januar 2004

Estavannens (Freiburger Patois Èthavaninⓘ) ist eine Ortschaft und früher selbständige politische Gemeinde im Distrikt Greyerz des Kantons Freiburg in der Schweiz. Am 1. Januar 2004 fusionierte Estavannens zusammen mit Enney und Villars-sous-Mont zur neuen Gemeinde Bas-Intyamon. Der frühere deutsche Name Estavanning wird heute nicht mehr verwendet.

## Geographie
Estavannens liegt sieben Kilometer südsüdöstlich des Bezirkshauptortes Bulle (Luftlinie). Das Dorf besteht aus den beiden Haufendörfern Estavannens-Dessous (770 m ü. M.) und Estavannens-Dessus (798 m ü. M.), die beide leicht erhöht am östlichen Talrand der Saane (französisch: Sarine) auf den Schwemmkegeln der von der Kette der Dent du Bourgo (1909 m ü. M.) herabströmenden Bäche Ruisseau du Dâh und Ruisseau de Ferrand liegen. Estavannens befindet sich in der Haute-Gruyère, östlich des Massivs des Moléson. Die ehemalige Gemeindefläche betrug rund 21,1 km². Das Gebiet erstreckte sich von der Saane ostwärts über die in den Hang der angrenzenden Bergkette eingeschnittenen Täler von Ruisseau du Dâh und Ruisseau de Montmochy bis in das Motélontal und zur Dent de Folliéran (2340 m ü. M.). Die Nordgrenze bildete der Felsgrat der Dent du Chamois (1839 m ü. M.).

## Bevölkerung
Mit 312 Einwohnern (2002) gehörte Estavannens vor der Fusion zu den kleinen Gemeinden des Kantons Freiburg.
Einwohnerzahlen: Volkszählungsdaten

## Wirtschaft
Estavannens war lange Zeit ein vorwiegend durch die Landwirtschaft geprägtes Dorf. Im 19. Jahrhundert wurde die Saane begradigt und wertvolles Kulturland gewonnen. Früher hatte auch die Strohflechterei eine grosse Bedeutung im Dorf. Die Viehzucht und die Milchwirtschaft (für die Käseproduktion) haben noch heute einen wichtigen Stellenwert in der Erwerbsstruktur der Bevölkerung. Daneben gibt es einige Arbeitsplätze im lokalen Kleingewerbe und im Dienstleistungssektor. In den letzten Jahrzehnten hat sich das Dorf auch zu einer Wohngemeinde entwickelt. Einige Erwerbstätige sind deshalb Wegpendler, die vor allem in der Region Bulle arbeiten.

## Brauchtum

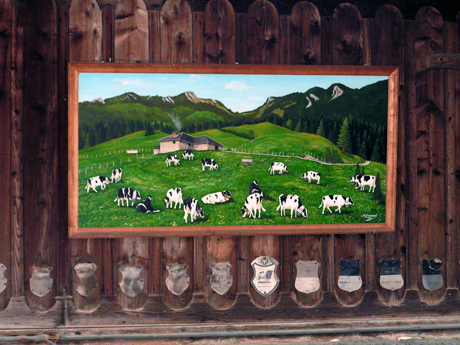
Gemälde an einem Bauernhaus von der Poya in Estavannens

Über die Region hinaus bekannt sind die Poyas von Estavannens, die Alpaufzüge im Mai, die jeweils als Volksfest gestaltet werden.

## Verkehr
Das Dorf ist verkehrstechnisch recht gut erschlossen, obwohl es abseits der grösseren Durchgangsstrassen liegt. Am 23. Juli 1903 wurde die Bahnlinie von Bulle nach Montbovon mit der Haltestelle Estavannens links der Saane in Betrieb genommen. Durch eine Buslinie der Transports publics Fribourgeois, die von Bulle nach Grandvillard verkehrt, ist Estavannens an das Netz des öffentlichen Verkehrs angebunden.

## Geschichte
Die erste urkundliche Erwähnung des Ortes erfolgte 1231 unter den Namen Estavanens und Extavanens; von 1453 ist die Schreibweise Extavannens überliefert. Der Ortsname ist vom burgundischen Personennamen Stawa abgeleitet und bedeutet mit dem Suffix -ens so viel wie bei den Leuten des Stawa.
Seit dem Mittelalter gehörte Estavannens zur Grafschaft Greyerz. Die Grafen verliehen dem Ort 1388 weitgehende Freiheiten. Nachdem der letzte Graf von Greyerz 1554 Konkurs gemacht hatte, kam das Dorf 1555 unter die Herrschaft von Freiburg und wurde der Vogtei Greyerz zugeteilt. Nach dem Zusammenbruch des Ancien Régime (1798) gehörte Estavannens zunächst zur Präfektur und ab 1848 zum Bezirk Greyerz.
Am 5. Juni 2003 votierten die Stimmberechtigten von Estavannens, Enney und Villars-sous-Mont mit einer Ja-Mehrheit von über 90 % für die Fusion der Gemeinden. Mit Wirkung auf den 1. Januar 2004 entstand deshalb die neue Gemeinde Bas-Intyamon.

## Sehenswürdigkeiten
Auf einem kleinen Vorsprung bei Estavannens-Dessus steht die Pfarrkirche Sainte-Marie-Madeleine, die ursprünglich auf das 14. Jahrhundert zurückgeht, 1635 jedoch weitgehend neu erbaut wurde. Die Chapelle du Dâh am Waldrand oberhalb von Estavannens-Dessous stammt von 1846. Beide Ortsteile haben ihr charakteristisches Dorfbild mit Bauernhäusern aus dem 17. bis 19. Jahrhundert bewahrt.

## Persönlichkeiten
- Joseph Jaquet (1822–1900), Politiker